# Les Chevaux de bois (film, 1923)
Pour les articles homonymes, voir Les Chevaux de bois.
Pour plus de détails, voir Fiche technique et Distribution.
Les Chevaux de bois (Merry-Go-Round) est un film muet américain en noir et blanc, réalisé par Erich von Stroheim, repris et retourné par Rupert Julian, sorti le 3 septembre 1923.

## Synopsis
Le comte Franz Maxmilian, au caractère insouciant et irresponsable, fait partie de la cour autrichienne de l'empereur François-Joseph, qui lui donne l'ordre de se fiancer à Gisella, la fille du ministre de la guerre, une femme qu'il n'aime pas. Ayant rencontré par hasard l'innocente petite Barbarie Agnès, une paysanne peinant dans le parc d'attractions de Vienne, il en éprouve une forte attirance. Obligé de se marier, la petite paysanne croit qu'il l'a abandonnée. La Grande Guerre est déclarée et le comte, rongé de remords, décide d'aller se battre sur le front. Pendant les hostilités, son épouse meurt. Le comte revient plus tard et, renonçant à son titre, s'unit avec Agnès.

## Fiche technique
- Titre : Les Chevaux de bois
- Titre original : Merry-Go-Round
- Réalisation : Erich von Stroheim puis Rupert Julian
- Scénario : Erich von Stroheim puis Harvey Gates et Finis Fox
- Photographie : William H. Daniels, Charles E. Kaufman et Ben F. Reynolds (non crédité)
- Montage : James C. McKay et Maurice Pivar
- Musique : Paul Van Dyke
- Costumes : Erich von Stroheim
- Producteur : Irving Thalberg
- Société de production : Universal
- Pays de production :  États-Unis
- Langue : film muet avec les intertitres en anglais américain
- Dates de tournage : Du 25 août 1922 au 6 octobre 1922 (Erich von Stroheim) | Du 7 octobre 1922 au 8 janvier 1923 (Rupert Julian)
- Format : Noir et blanc — 35 mm — 1,33:1 — Muet
- Genre : Comédie dramatique
- Durée : 108 minutes (1 h 48)
- Dates de sortie : 
  - États-Unis : 1er juillet 1923 (Première à New York, au Rivoli Theatre) | 3 septembre 1923 (sortie nationale)

## Distribution
- Norman Kerry : Comte Franz Maximilian von Hohenegg
- Mary Philbin : Agnes Urban
- Dale Fuller : Marianka Huber
- Anton Vaverka : Empereur François Joseph
- Maude George : Madame Elvira
- Cesare Gravina : Sylvester Urban
- George Hackathorne : Bartholomew Gruber
- Albert Conti : Rudi / Baron von Leightsinn
- George Siegmann : Schani Huber
- Dorothy Wallace : Comtesse Gisella Von Steinbruck
- Edith Yorke : Ursula Urban

## Autour du film
- Après cinq semaines de tournage, Stroheim est renvoyé (après avoir tourné à peu près la moitié du film) et remplacé par Julian, son scénario est modifié et toutes les scènes tournées à nouveau. Il ne reste presque rien de ce qu'a tourné Stroheim dans le film final (ne subsisterait que la scène d'ouverture).